# Peter Hedström

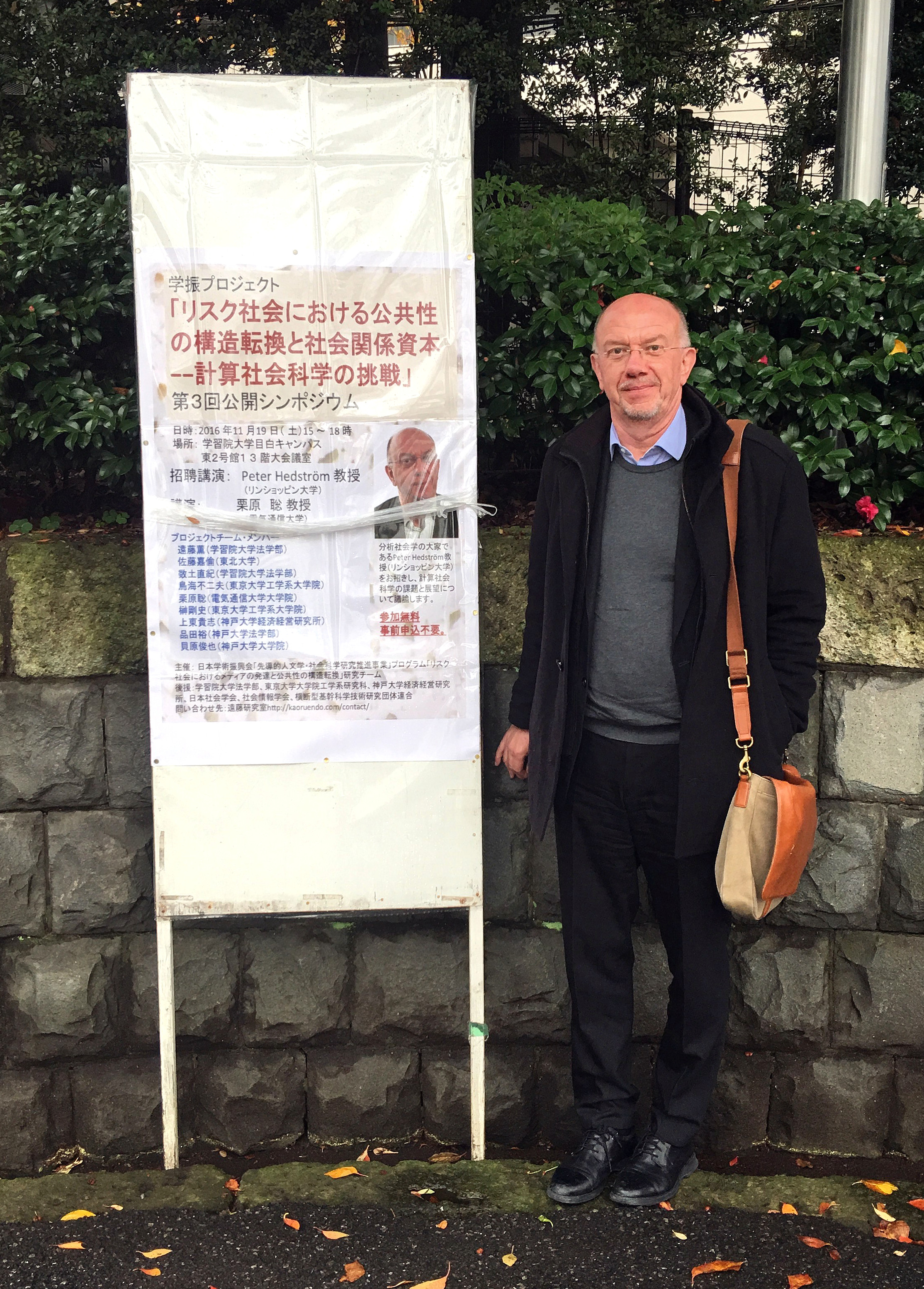
Peter Hedström i Tokyo 2016

Peter Hedström, född 1955, är en svensk sociolog och professor i sociologi. Han disputerade vid Harvard University och har varit professor vid University of Chicago, Stockholms universitet,  University of Oxford, New York University Abu Dhabi och Linköpings universitet. Han har även varit chef för Institutet för framtidsstudier, dekan för samhällsvetenskap vid Singapore Management University och föreståndare för Institutet för analytisk sociologi i Norrköping.
Han har i sin forskning fokuserat på så kallad analytisk sociologi och utvecklande av kausala förklaringsmodeller baserade på sociala mekanismer, inspirerad av bland andra James Coleman(en), Raymond Boudon(en) och Jon Elster. 
Han har drivit flera större forskningsprojekt finansierade bland annat via ett Advanced Grant från European Research Council och från 2014 en 10-årig rådsprofessur från Vetenskapsrådet. Hans vetenskapliga publicering har (2019) ett h-index på 26.
Han är ledamot av Kungliga Vetenskapsakademien, Kungliga Vitterhetsakademien och Norska Vetenskapsakademien.